# Bussea sakalava
Bussea sakalava är en ärtväxtart som beskrevs av Du Puy och Raymond Rabevohitra. Bussea sakalava ingår i släktet Bussea och familjen ärtväxter. Inga underarter finns listade i Catalogue of Life.